# Pyrethrum bornmuelleri
Pyrethrum bornmuelleri là một loài thực vật có hoa trong họ Cúc. Loài này được Hausskn. & Bornm. miêu tả khoa học đầu tiên năm 1891.